# Die Liebe der Erika Ewald

Originalausgabe von 1904

Die Liebe der Erika Ewald ist eine Erzählung des österreichischen Autors Stefan Zweig, die 1904 in einem Sammelband gleichen Titels erschienen ist, zusammen mit den Novellen „Der Stern über dem Walde“, „Die Wanderung“ sowie „Die Wunder des Lebens.“ Alle Texte entstanden zwischen 1900 und 1904.

## Inhalt
Die Pianistin Erika Ewald verliebt sich während der Proben für ein gemeinsames Konzert in einen Geigenvirtuosen. Während ihre Liebe zunächst eher platonischer Natur ist – sie erfreut sich an gemeinsamen Gesprächen und Spaziergängen –, wächst in ihm das Begehren für die junge Frau. Er gesteht ihr seine Gefühle, jedoch spürt sie, dass sie für diesen Schritt noch nicht bereit ist und flieht im letzten Moment.
Es folgt eine unbestimmte Zeit des Wartens, in denen beide keinen Kontakt mehr haben. Indes beginnt Erika innerlich zu reifen und fühlt sich ebenfalls körperlich zu dem jungen Künstler hingezogen. Ihr ganzes Bestreben konzentriert sich jetzt auf ein Wiedersehen mit ihm, was ihr schließlich bei dem Besuch eines seiner Konzerte gelingt. Als sie jedoch mit ihm sprechen will, sieht sie ihn höhnisch lächelnd mit einer Opernsängerin im Arm weggehen.
Nach anfänglichen Todesgedanken fasst Erika den Entschluss, an ihm Rache zu üben, indem sie sich dem erstbesten Mann hingibt. Das Schicksal jedoch bewahrt sie vor diesem Schritt und lässt sie ihr Leid langsam ertragen. Sie weiß, dass sie nie wieder im Stande sein wird, einen anderen Menschen zu lieben, und führt ihr weiteres Leben in Enthaltsamkeit und berauschenden Gedanken an die Vergangenheit.

## Ausgaben (Auswahl)
- Die Liebe der Erika Ewald. Novellen. Mit Buchschmuck von Hugo Steiner-Prag. Fleischel, Berlin 1904.
- Verwirrung der Gefühle. Erzählungen. S. Fischer, Frankfurt am Main 1983. ISBN 3-10-097058-6

Hörbuch
- Die Liebe der Erika Ewald. Hörbuch. Gelesen von Sven Görtz. 2015.[1]